# Église Notre-Dame-de-l'Assomption de Pointe-Noire (Guadeloupe)
Cet article concerne l’église en Guadeloupe. Pour l’église en république du Congo, voir Église Notre-Dame-de-l'Assomption de Pointe-Noire (république du Congo).
Pour les articles homonymes, voir Notre-Dame-de-l'Assomption.
L’église Notre-Dame-de-l'Assomption est une église de culte catholique située à Pointe-Noire dans le département et la région de la Guadeloupe en France. Elle est dédiée à l'Assomption de la Vierge Marie et rattachée au diocèse de Basse-Terre et Pointe-à-Pitre.

## Historique
Une première chapelle est édifiée à la fin du XVIIe siècle mais elle est détruite en 1735 par un tremblement de terre. Reconstruite dès 1740, un incendie la ravage en 1851. Restaurée, elle est consacrée le 6 février 1855 par l'évêque du diocèse Théodore-Augustin Forcade. Des bas-côté sont ajoutés dans les années 1920 au nord et elle est agrandie en 1976 par des bas-côtés au sud.

## Architecture et ornements
L'édifice est construit dans un style néo-classique avec des matériaux de la région : la pierre volcanique pour les murs et la façade ; le bois pour le clocher situé au-dessus de la sacristie. Elle est composée d'une nef centrale et de trois travées séparées par des colonnes de style dorique romain. L'agrandissement de 1976 a également été accompagné de la reconstruction de la voûte en ciment. Le mobilier de l'édifice inclut un autel en marbre et une chaire en bois, tous deux datant des années 1850.
La façade occidentale à quatre pilastres doriques qui soutiennent le fronton
Le cimetière paroissial possède un caveau particulier, la cave des prêtres, où sont enterrés tous les prêtres de la paroisse (qui le souhaitent) depuis son édification.

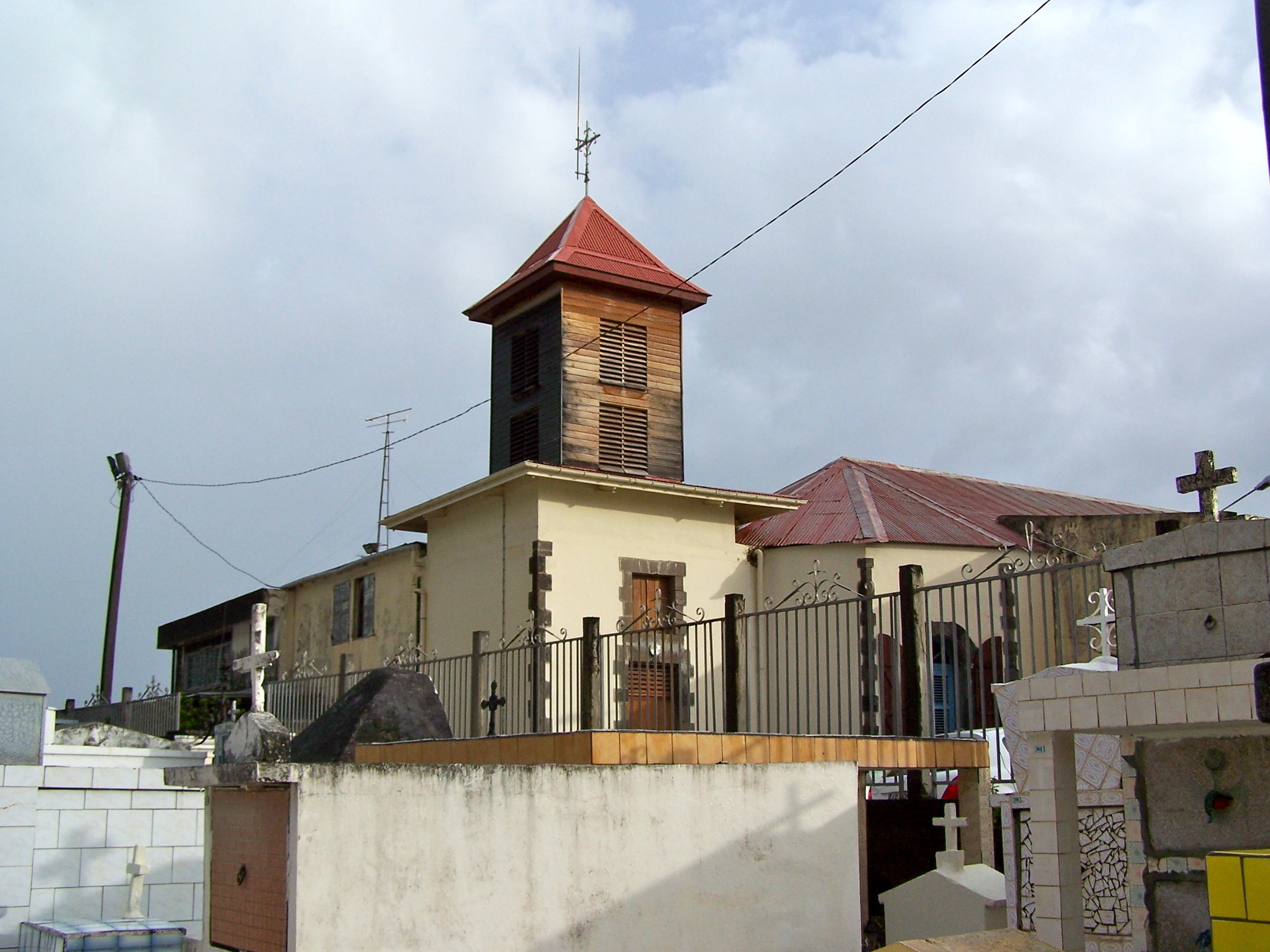
Arrière de l'église et du clocher.
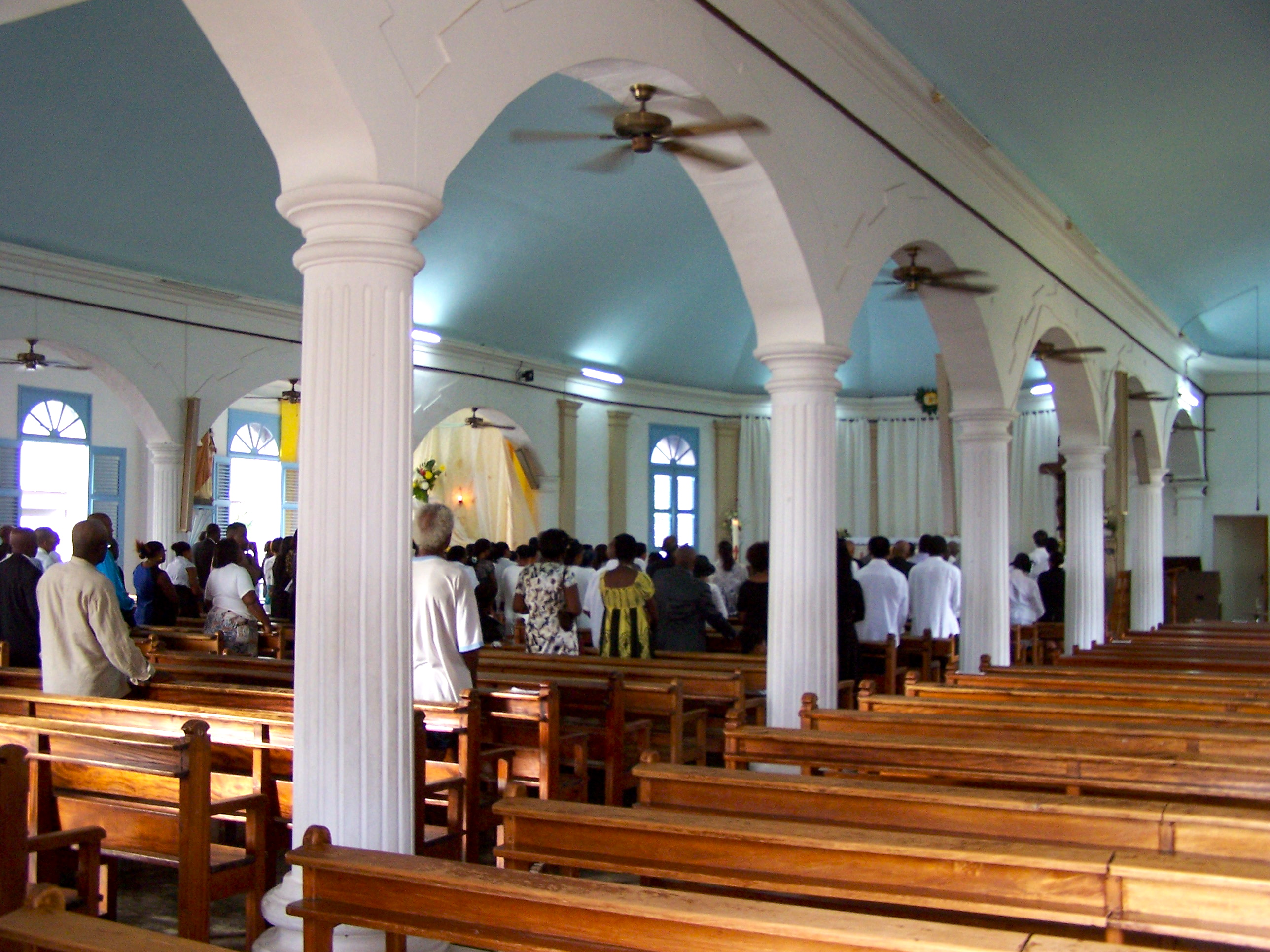
Intérieur de l'église.
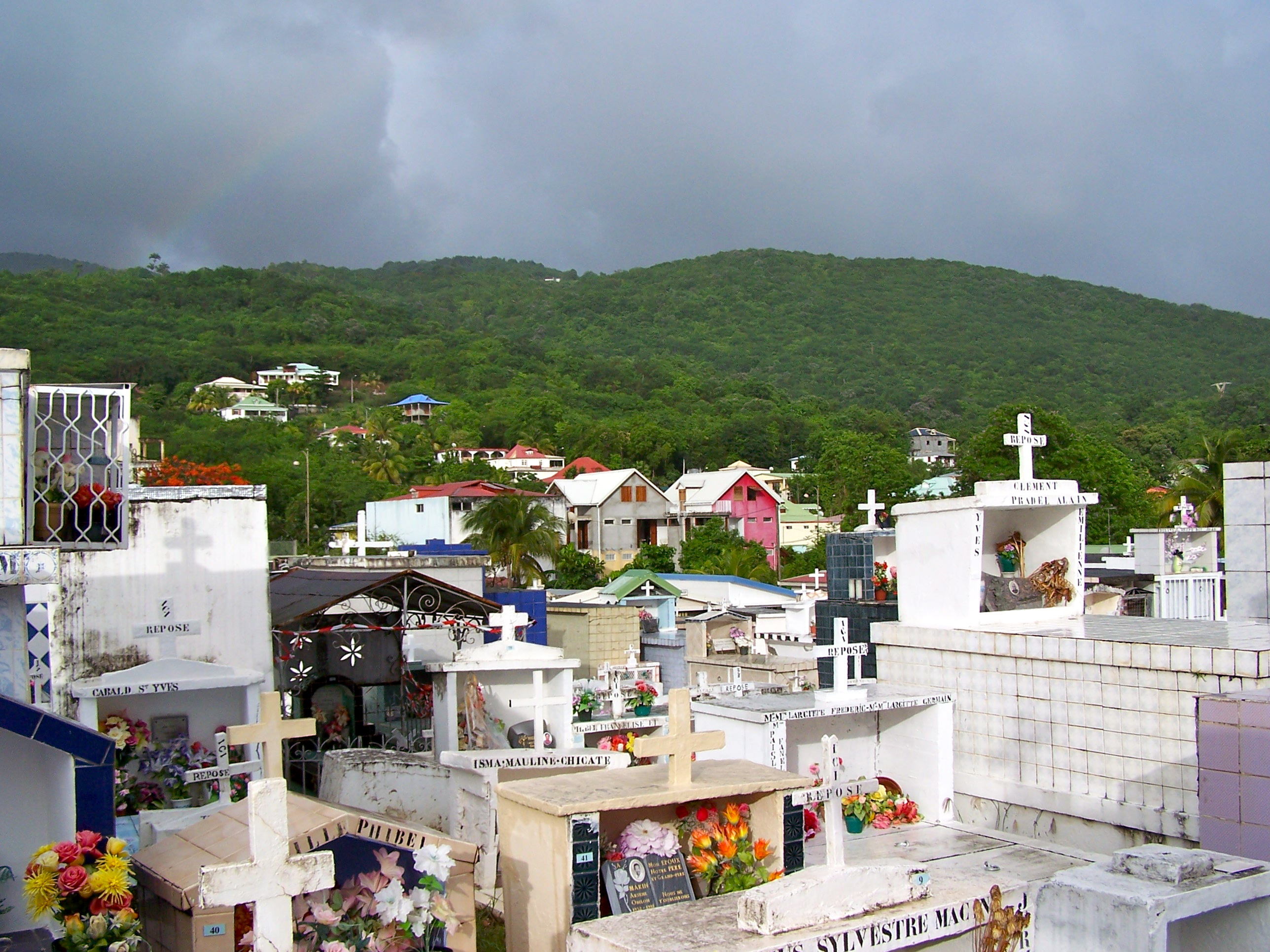
Cimetière de l'église.